# Ammónium-bromid
Az ammónium-bromid (régi magyar nevén ammonbüzeg) egy szervetlen só, amelynek a képlete NH4Br. Fehér színű, kristályos por. Hevítés hatására 452 °C-on szublimál. Vízben jól oldódik. A vizes oldatának sós íze van.

## Kémiai tulajdonságai
Hevítés hatására elbomlik. A bomlás egyenlete a következő:
{\displaystyle \mathrm {NH_{4}Br\rightarrow NH_{3}+HBr} }.

## Előállítása
Ammónium-hidroxidhoz hidrogén-bromid oldatot adnak. Ezután az oldatot besűrítik és az ammónium-bromidot kikristályosítják. Az ipari előállításához a hidrogén-bromidot úgy nyerik, hogy bárium-szulfidot brómmal oxidálnak.

## Felhasználása
Az ammónium-bromidot legnagyobb mennyiségben a fényképészet használja fel emulziók készítésére. Emellett gyógyszerként is szolgál.